# John Wittig
John Bendson Wittig (22. oktober 1921 i Middelfart – 23. oktober 1987) var en dansk skuespiller. Han blev uddannet på Teaterdirektørforeningens elevskole 1949-1952.
Herefter på Folketeatret og Det Ny Teater 1956-1960 og siden freelance.

## Udvalgt filmografi
- I gabestokken – 1950
- Susanne – 1950
- Som sendt fra himlen – 1951
- Unge piger forsvinder i København – 1951
- Adam og Eva – 1953
- Hejrenæs – 1953
- Der kom en dag – 1955
- Bruden fra Dragstrup – 1955
- Ung leg – 1956
- En kvinde er overflødig – 1957
- Tre piger fra Jylland – 1957
- Over alle grænser – 1958
- Spion 503 – 1958
- Den sidste vinter – 1960
- Landsbylægen – 1960
- Tine – 1964
- Slå først, Frede – 1965
- Slap af, Frede – 1966
- Balladen om Carl-Henning – 1969
- Oktoberdage – 1970
- Pelle Erobreren – 1987